# Gabriel Menino
Gabriel Vinicius Menino (Morungaba, 29 settembre 2000) è un calciatore brasiliano, centrocampista dell'Atlético Mineiro.

## Caratteristiche tecniche
È un centrocampista centrale con ottima visione di gioco.

## Carriera

### Club
Ha giocato nella prima divisione brasiliana.

### Nazionale
Con la nazionale Under-20 brasiliana ha preso parte al Sudamericano Under-20 2019.
Ha vinto una medaglia d'oro olimpica ai Giochi di Tokyo.

## Statistiche
Statistiche aggiornate al 25 gennaio 2019.

### Cronologia presenze e reti in nazionale
| Cronologia completa delle presenze e delle reti in nazionale ― Brasile under 20 | Cronologia completa delle presenze e delle reti in nazionale ― Brasile under 20 | Cronologia completa delle presenze e delle reti in nazionale ― Brasile under 20 | Cronologia completa delle presenze e delle reti in nazionale ― Brasile under 20 | Cronologia completa delle presenze e delle reti in nazionale ― Brasile under 20 | Cronologia completa delle presenze e delle reti in nazionale ― Brasile under 20 | Cronologia completa delle presenze e delle reti in nazionale ― Brasile under 20 | Cronologia completa delle presenze e delle reti in nazionale ― Brasile under 20 |
| Data                                                                            | Città                                                                           | In casa                                                                         | Risultato                                                                       | Ospiti                                                                          | Competizione                                                                    | Reti                                                                            | Note                                                                            |
| ------------------------------------------------------------------------------- | ------------------------------------------------------------------------------- | ------------------------------------------------------------------------------- | ------------------------------------------------------------------------------- | ------------------------------------------------------------------------------- | ------------------------------------------------------------------------------- | ------------------------------------------------------------------------------- | ------------------------------------------------------------------------------- |
| 15-10-2018                                                                      | Santiago del Cile                                                               | Cile under 20                                                                   | 2 – 2                                                                           | Brasile under 20                                                                | Amichevole                                                                      | -                                                                               | 44’ 46’                                                                         |
| 19-1-2019                                                                       | Rancagua                                                                        | Colombia under 20                                                               | 0 – 0                                                                           | Brasile under 20                                                                | Sudamericano Sub-20 2019 - 1º turno                                             | -                                                                               | 65’                                                                             |
| 21-1-2019                                                                       | Rancagua                                                                        | Brasile under 20                                                                | 2 – 1                                                                           | Venezuela under 20                                                              | Sudamericano Sub-20 2019 - 1º turno                                             | -                                                                               | 90+3’                                                                           |
| 25-1-2019                                                                       | Rancagua                                                                        | Brasile under 20                                                                | 1 – 0                                                                           | Bolivia under 20                                                                | Sudamericano Sub-20 2019 - 1º turno                                             | -                                                                               | 61’                                                                             |
| 29-1-2019                                                                       | Rancagua                                                                        | Brasile under 20                                                                | 0 – 0                                                                           | Colombia under 20                                                               | Sudamericano Sub-20 2019 - 2º turno                                             | -                                                                               | 80’                                                                             |
| 7-2-2019                                                                        | Rancagua                                                                        | Ecuador under 20                                                                | 0 – 0                                                                           | Brasile under 20                                                                | Sudamericano Sub-20 2019 - 2º turno                                             | -                                                                               | 88’                                                                             |
| 11-2-2019                                                                       | Rancagua                                                                        | Brasile under 20                                                                | 1 – 0                                                                           | Argentina under 20                                                              | Sudamericano Sub-20 2019 - 2º turno                                             | -                                                                               |                                                                                 |
| Totale                                                                          |                                                                                 | Presenze                                                                        | 7                                                                               |                                                                                 | Reti                                                                            | 0                                                                               |                                                                                 |

## Palmarès

### Club

#### Competizioni statali
- Campionato paulista: 4

Palmeiras: 2020, 2022, 2023, 2024
- Campionato mineiro: 1

Atlético Mineiro: 2025

#### Competizioni internazionali
- Coppa Libertadores: 2

Palmeiras: 2020, 2021
- Recopa Sudamericana: 1

Palmeiras: 2022

#### Competizioni nazionali
- Campionato brasiliano: 2

Palmeiras: 2022, 2023
- Supercoppa del Brasile: 1

Palmeiras: 2023

### Nazionale
- Oro olimpico: 1

Tokyo 2020